# Centrale nucléaire de Troïtsk
La centrale nucléaire de Troïtsk est une centrale nucléaire définitivement arrêtée depuis 1989, située à Troïtsk dans l'oblast de Tcheliabinsk en Russie.

## Description
La centrale est équipée de six réacteurs à eau lourde à modérateur graphite de conception soviétique du type RBMK qui ont été mis en service de 1958 à 1963.
Elle a été la première centrale équipée de réacteurs de capacité nominale 100 MWe après la centrale d'Obninsk. Les réacteurs RBMK peuvent produire du plutonium de qualité militaire mais cela n'a jamais été fait à Troïtsk.
Les six réacteurs ont été arrêtés en 1989.